# 锡斯河
锡斯河（法語：Cisse，法語發音：[sis]）是法国中央-盧瓦爾河谷大區安德尔-卢瓦尔省与卢瓦-谢尔省的一条河流，是卢瓦尔河的右支流，长87.7千米，于武夫赖汇入卢瓦尔河。